# Erik Källström
Erik Källström (5 marzo 1908 – 16 gennaio 1997) è stato un calciatore svedese, di ruolo difensore.

## Carriera

### Club
Giocò sempre il campionato svedese.

### Nazionale
Con la sua Nazionale partecipò ai Giochi olimpici del 1936.